# Rusłan Tiumienbajew
Rusłan Samaganowicz Tiumienbajew (ros. Руслан Самаганович Тюменбаев; ur. 28 maja 1986 w Biszkeku) – kirgiski zapaśnik w stylu klasycznym, brązowy medalista olimpijski, mistrz Azji, brązowy medalista igrzysk azjatyckich.
Brązowy medalista igrzysk olimpijskich w Pekinie w 2008 roku w kategorii do 60 kg.
Pięciokrotny uczestnik w mistrzostw świata, siódmy w 2010. Brązowy medal na igrzyskach azjatyckich w 2006. Mistrz Azji w 2008, srebrny medal w 2007 roku.